# Raffaella Carrà Show (live)
Il Raffaella Carrà Show fu la quarta tournée di Raffaella Carrà, effettuata nel 1978. La regia era curata da Gino Landi, mentre le coreografie furono curate da quest'ultimo e da Luciana Verdeggiante e i costumi da Luca Sabatelli.
Lo show si basa sull'onda del successo dell'album Raffaella che ricevette la più grande campagna pubblicitaria mai fatta dalla CBS a livello globale, pertanto lo show servì molto per pubblicizzare Raffaella anche fuori dai confini europei. Infatti lo spettacolo è costato 360 milioni di lire, per cui le numerose date servivano anche per avere delle rientrate. Lo show ebbe un grande successo anche grazie alla visibilità che gli diede il programma Ma che sera che condusse in quel periodo.
In America la cantante godeva già di grande fama ed era una delle cantanti più famose e richieste dal mercato. Questi fattori portarono Raffaella a esibirsi per la prima volta negli stadi e nei palazzetti tra i quali, in questa tournée, lo Stadio di Rosario, il Luna Park di Buenos Aires, il Palacio de los deportes di Buenos Aries, il Palacio de los deportes di Barcellona (avvenuto il 22 gennaio) e molti altri.
L'11 agosto si tenne un concerto pubblico sulla spiaggia di Marbella, dove furono presenti decine di migliaia di persone.
La troupe era composta da 10 ballerini, 6 tecnici delle luci, 2 tecnici del suono, 3 sarte, 4 autisti e due macchinisti. L'impresario è Tony Ruggero.

## Scaletta
- Raff Shaking (intro)
- A Far L'Amore Comincia Tu
- Dancin' In The Sun
- Sono Nera
- Mary Jolie
- Super Tango (ballerini)
- Black Cat
- Tanti Auguri
- 0303456
- California
- Balletto Ballerini
- Ci Vediamo Domani
- A Million Dollars
- Canzoni Cinema -
- Before The Parade Passes By
- Stayin' Alive
- Bonny e Clyd
- La pantera rosa
- Falling In Love Again
- Balletto Europeo
- Raindrops Keep Fallin On My Head
- Star Trek
- I Wanna Be Loved Be You
- An America A Paris
- Balletto Pierrot
- Eternamente
- Il Padrino
- Supercalifragilistichespiralidoso
- Somewhere My Love (Lara’s Theme)
- Kalinka
- Star Wars
- Raff Shaking
- Ringraziamenti
- Rumore

## Ballerini
- Marco Garofalo
- Walter Luchini
- Stefano Sellati
- Luigi Casavola
- Jeremy Woolston
- Ferdinando Piscitelli
- Leonardo Forte
- Kam-Choi-To
- John Alasdair
- John Rowell